# Урал-4320
Урал-4320 — вантажний автомобіль підвищеної прохідності подвійного призначення, з колісною формулою 6х6, що виготовлявся на Уральському автомобільному заводі в Міассі (Росія), зокрема — для використання в збройних силах, в сімействі уніфікованих армійських автомобілів «Суша» до 1998 року.
Урал-4320 був розроблений для транспортування вантажів, людей та трейлерів на всіх типах доріг. Має значні переваги в порівнянні з аналогічними автомобілями: він легко долає заболочені ділянки, брід до 1,5 м, канави до 2 м, рови, підйоми до 60%. На 1986 рік випущено більше мільйона вантажівок. Сьогодні Урал-4320 виготовляється з дизельними двигунами ЯМЗ потужністю 230-312 к.с.

## Історія

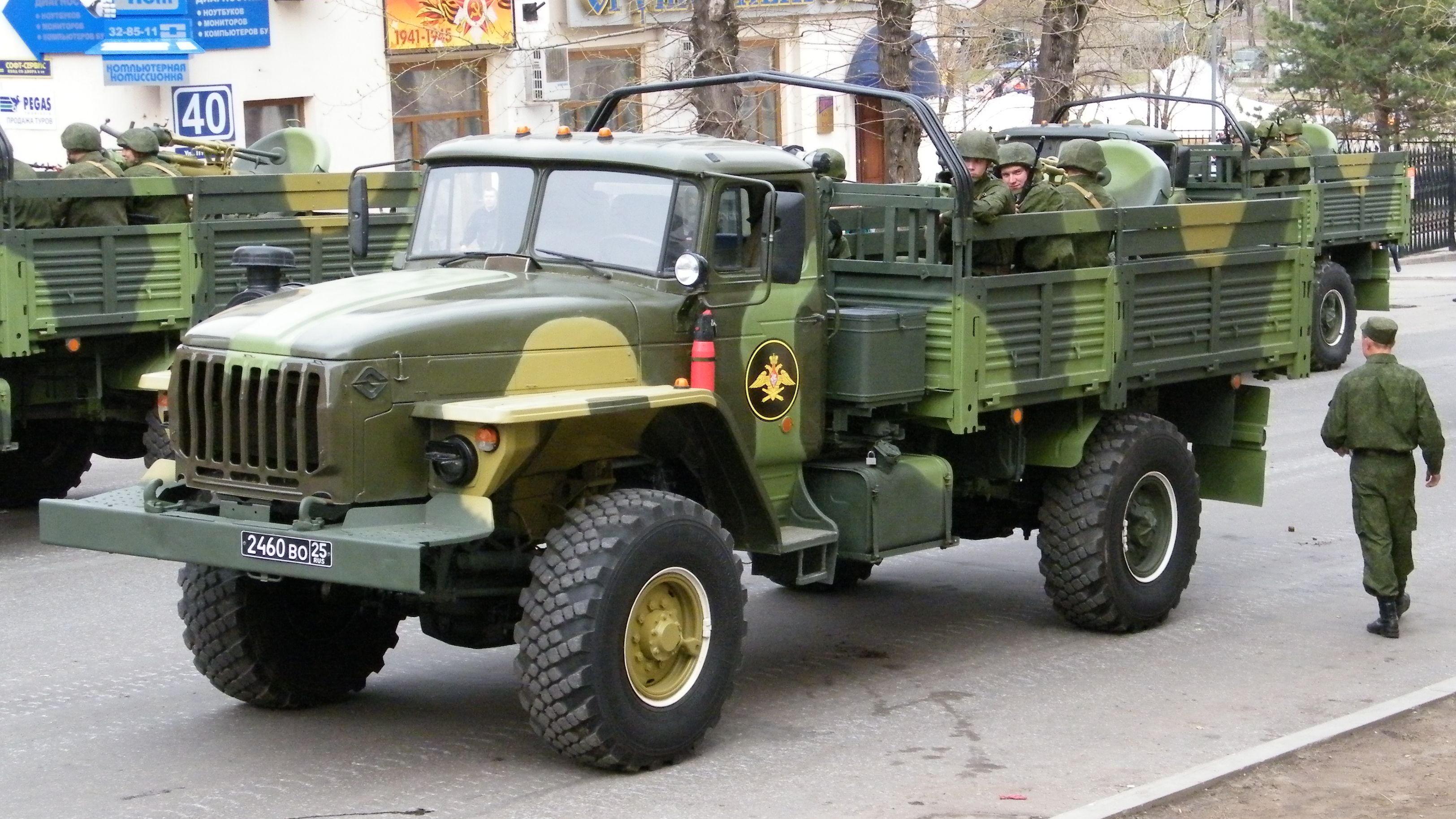
Урал-43206 з довгим капотом

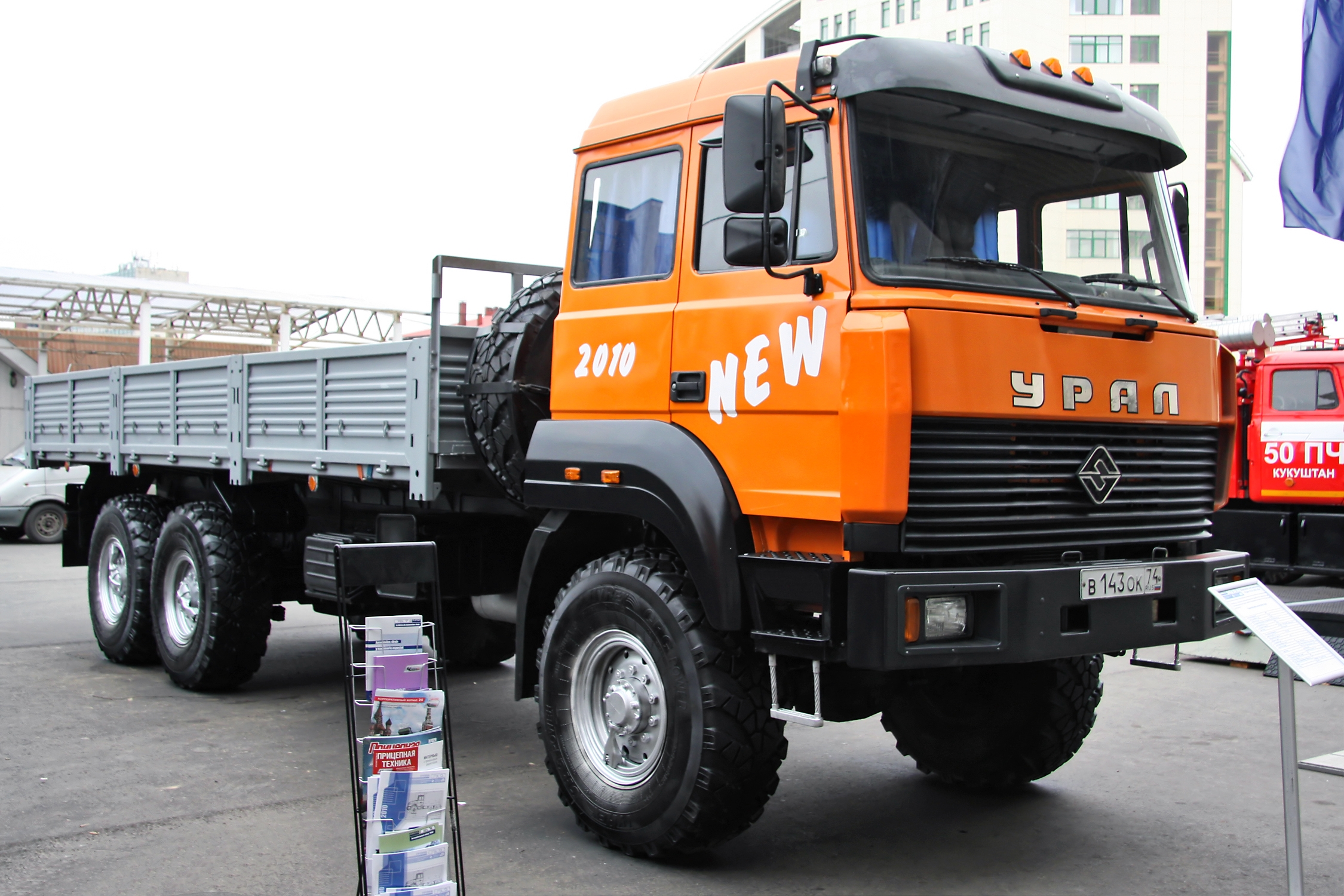
Урал-4320-3951-58

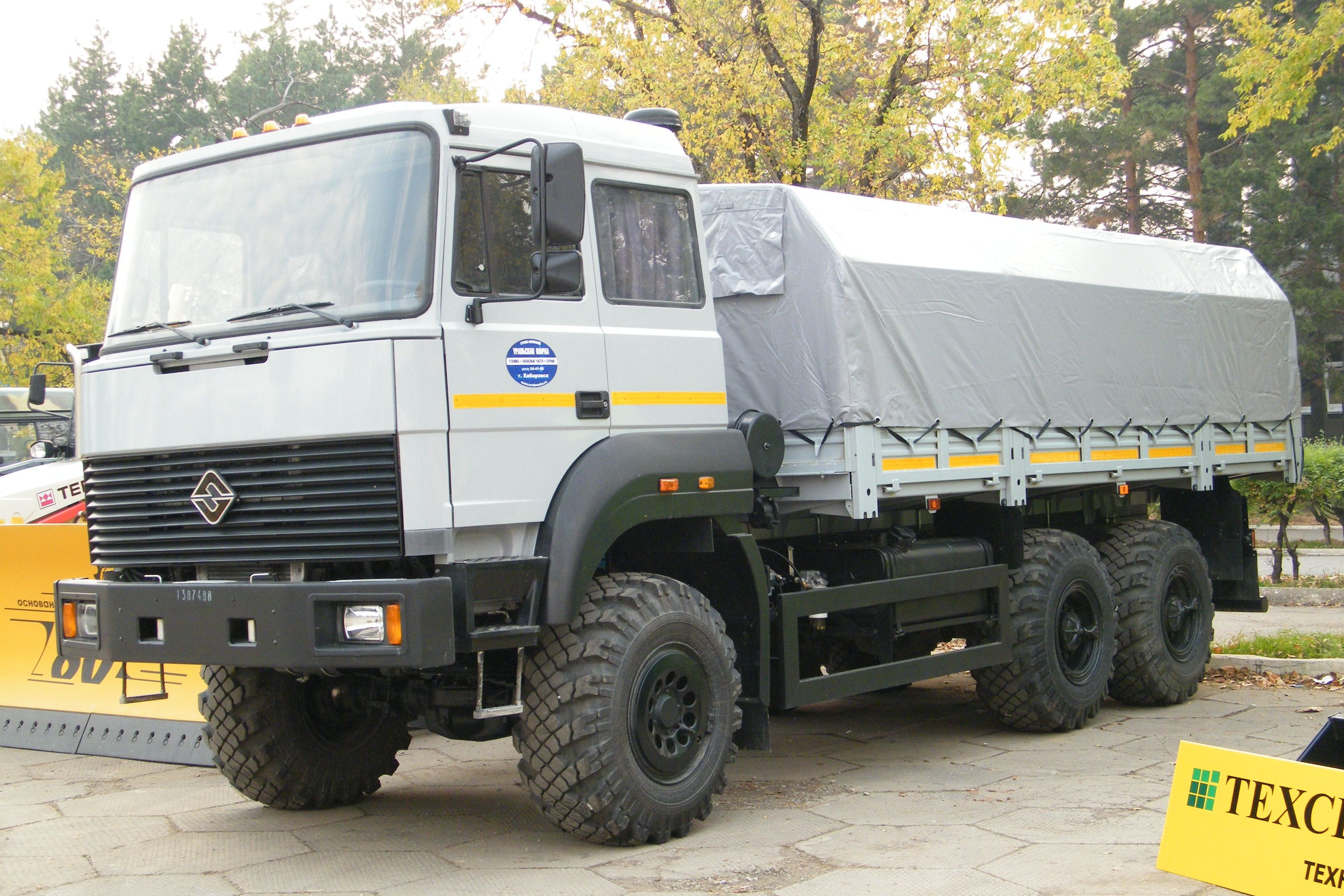
Урал-4320-3171-78

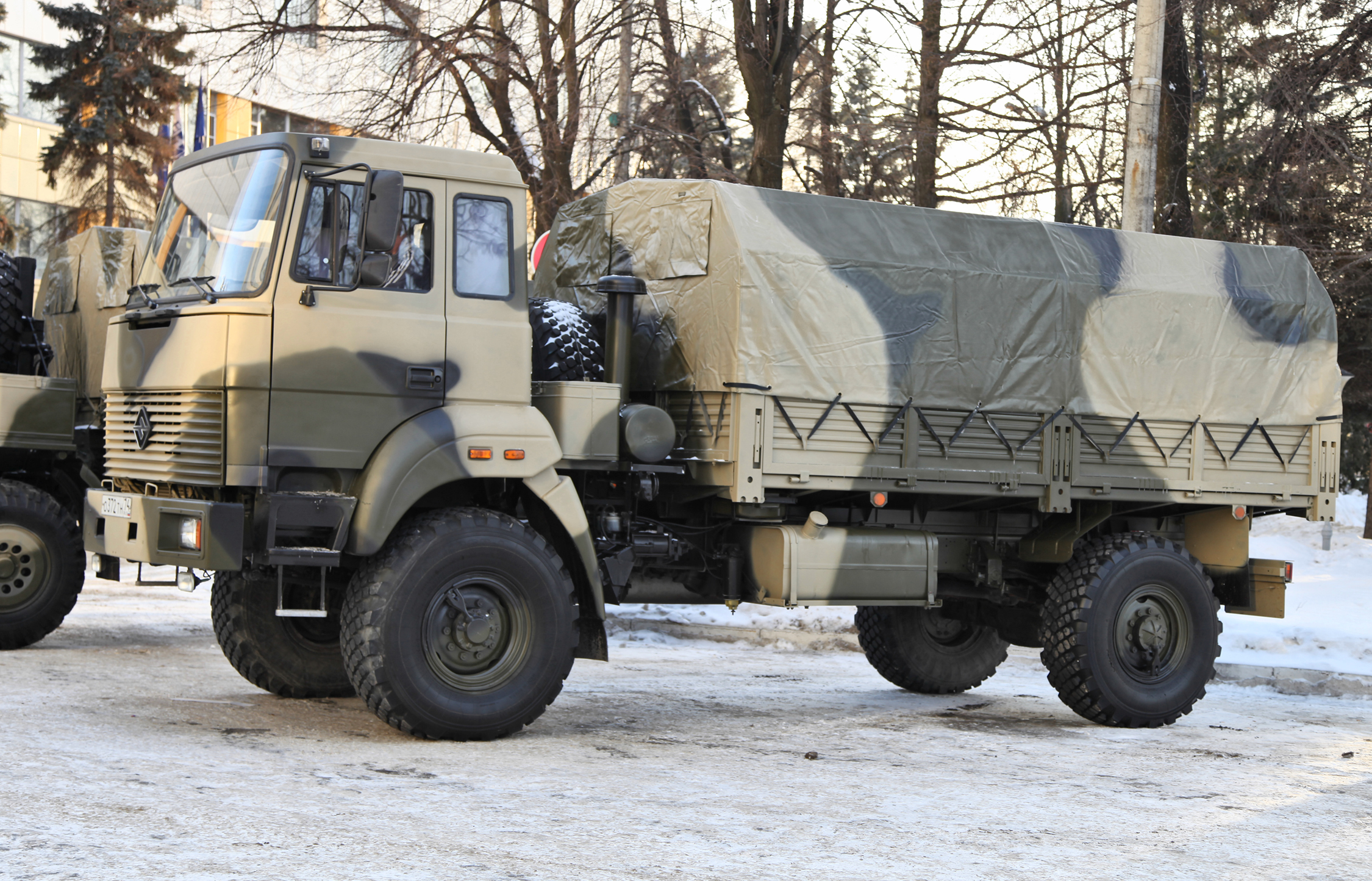
Урал-43206-59

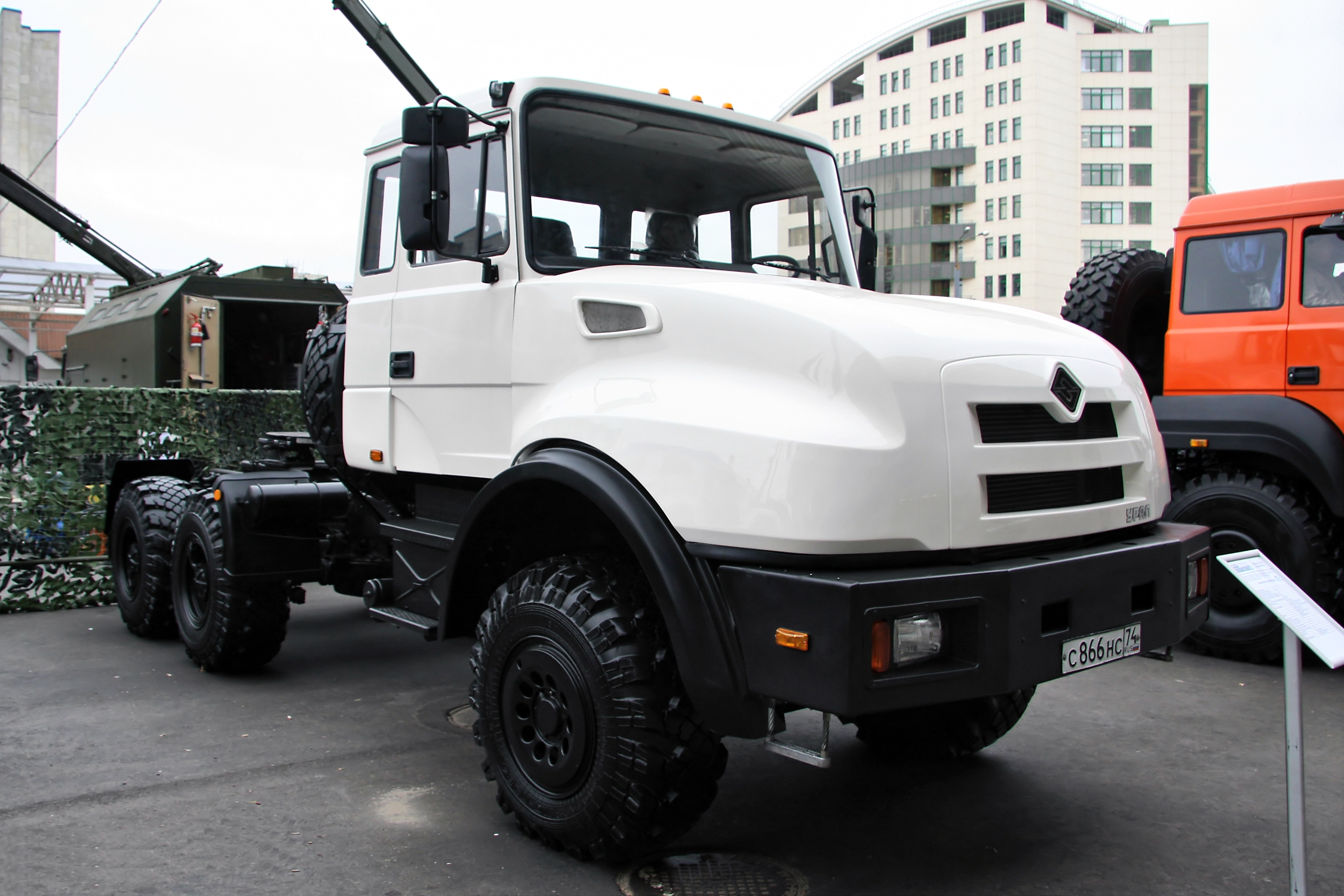
Урал-44202-59

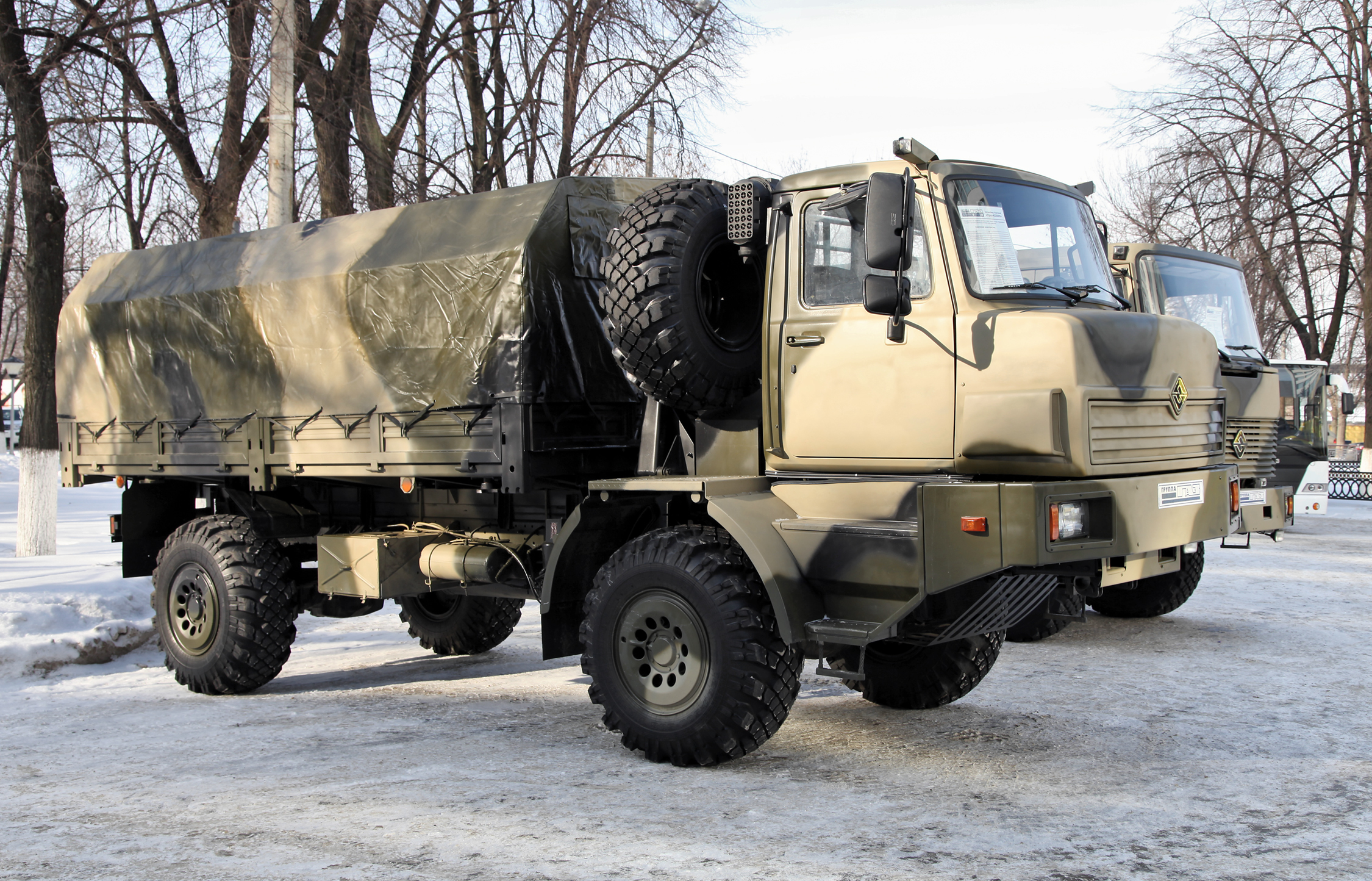
Урал-432065

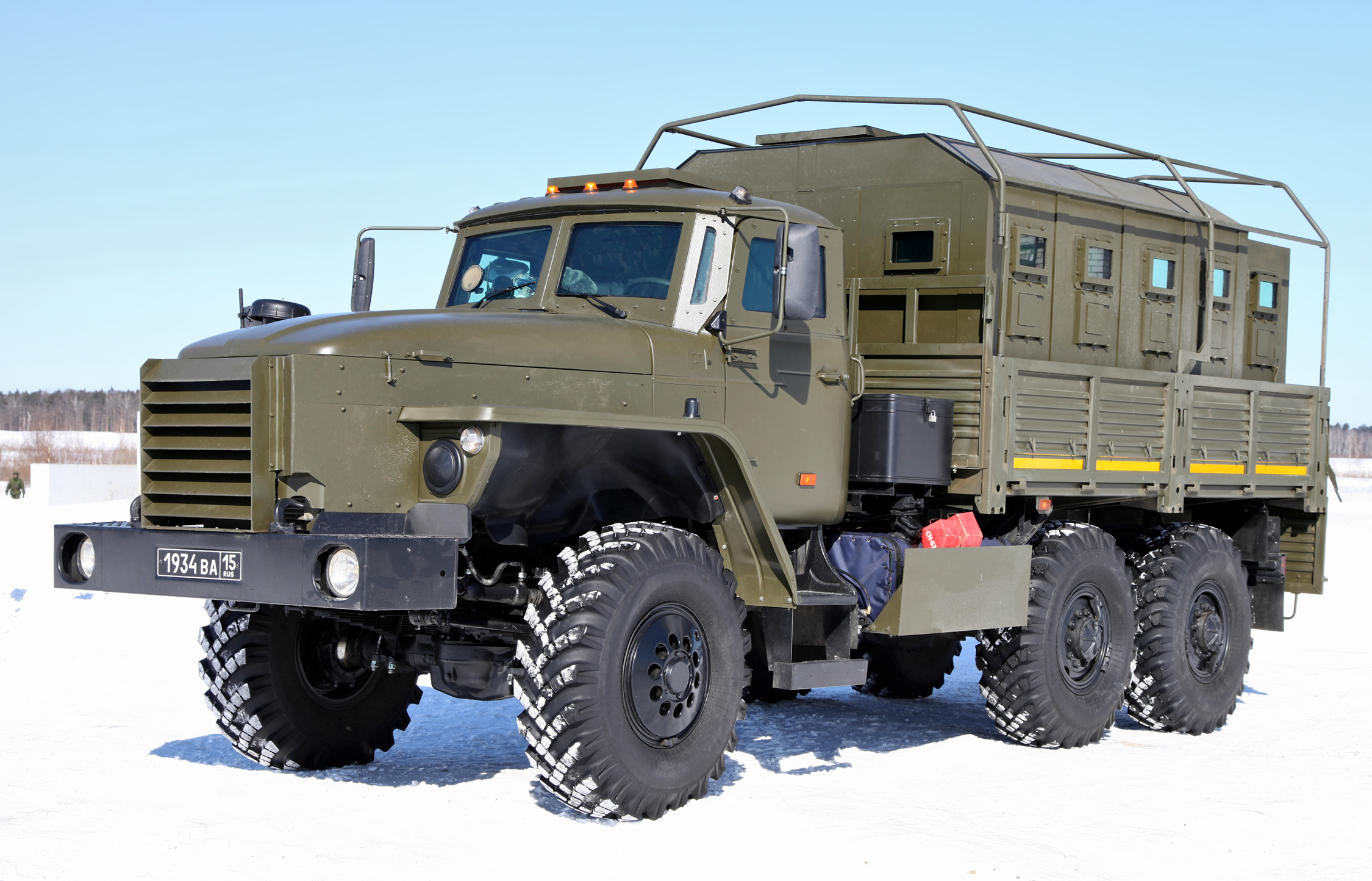
Броньований Федерал-45291 на шасі Урал-4320

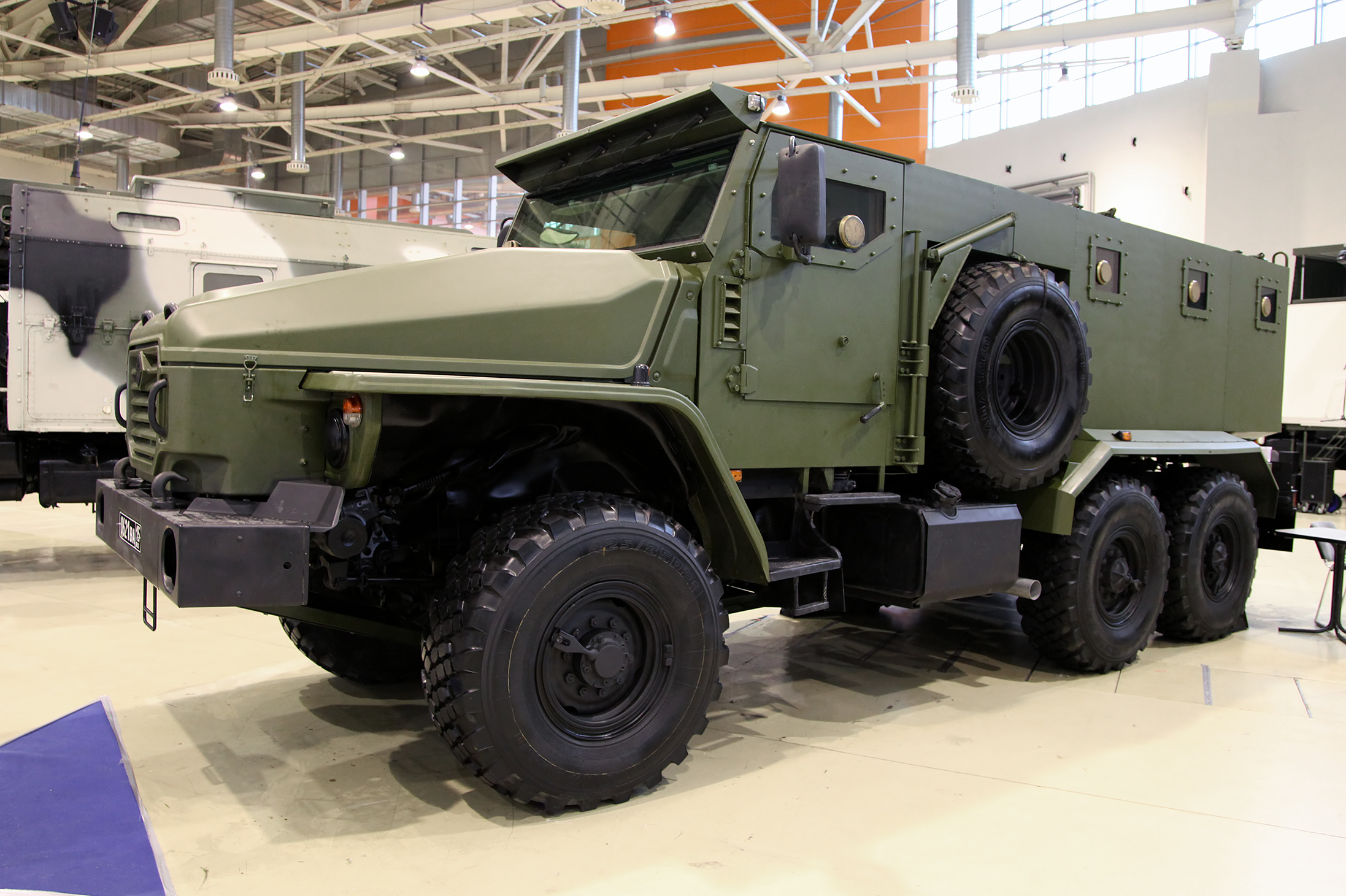
«Урал-432009»

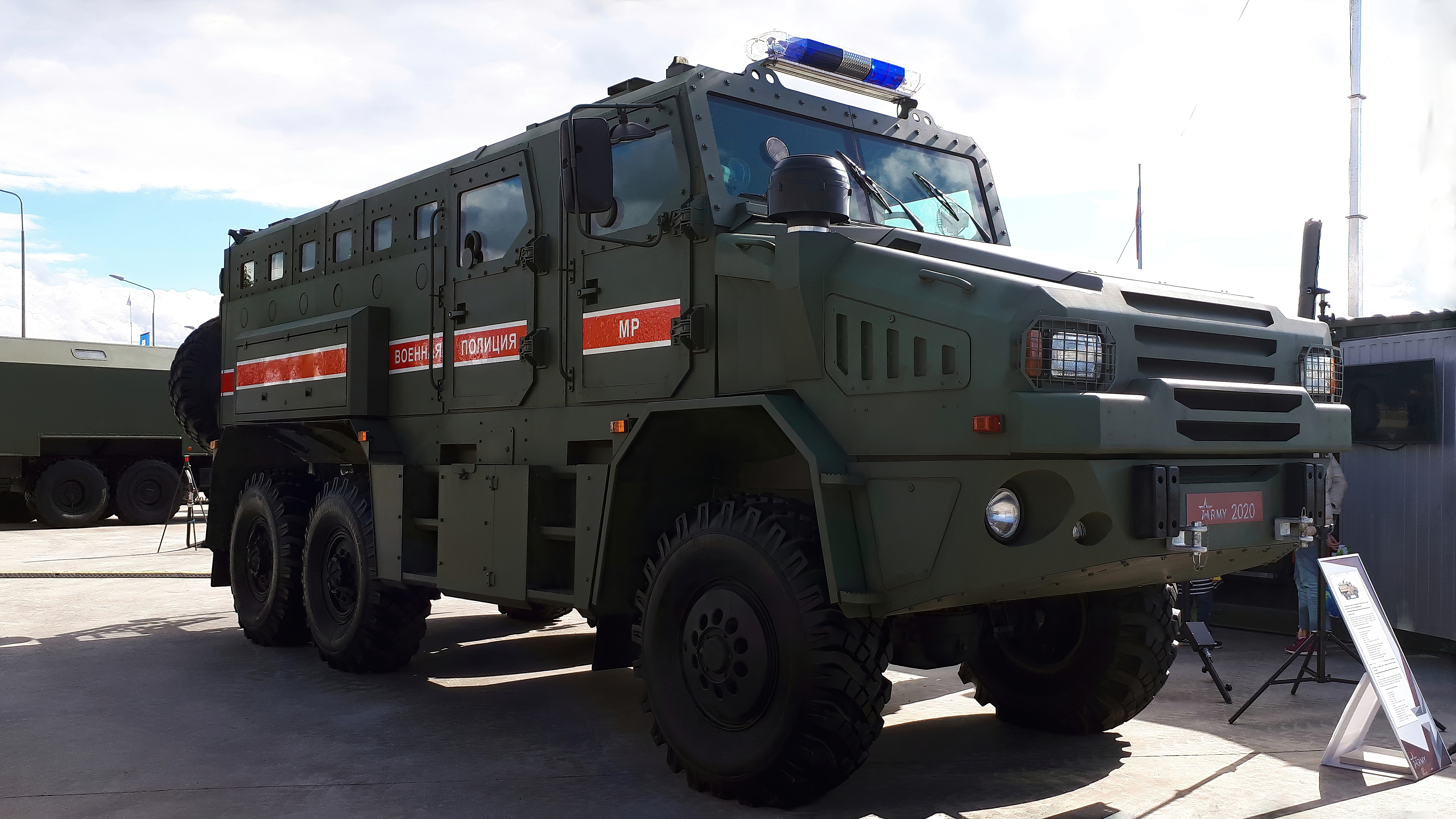
«Федерал-М»

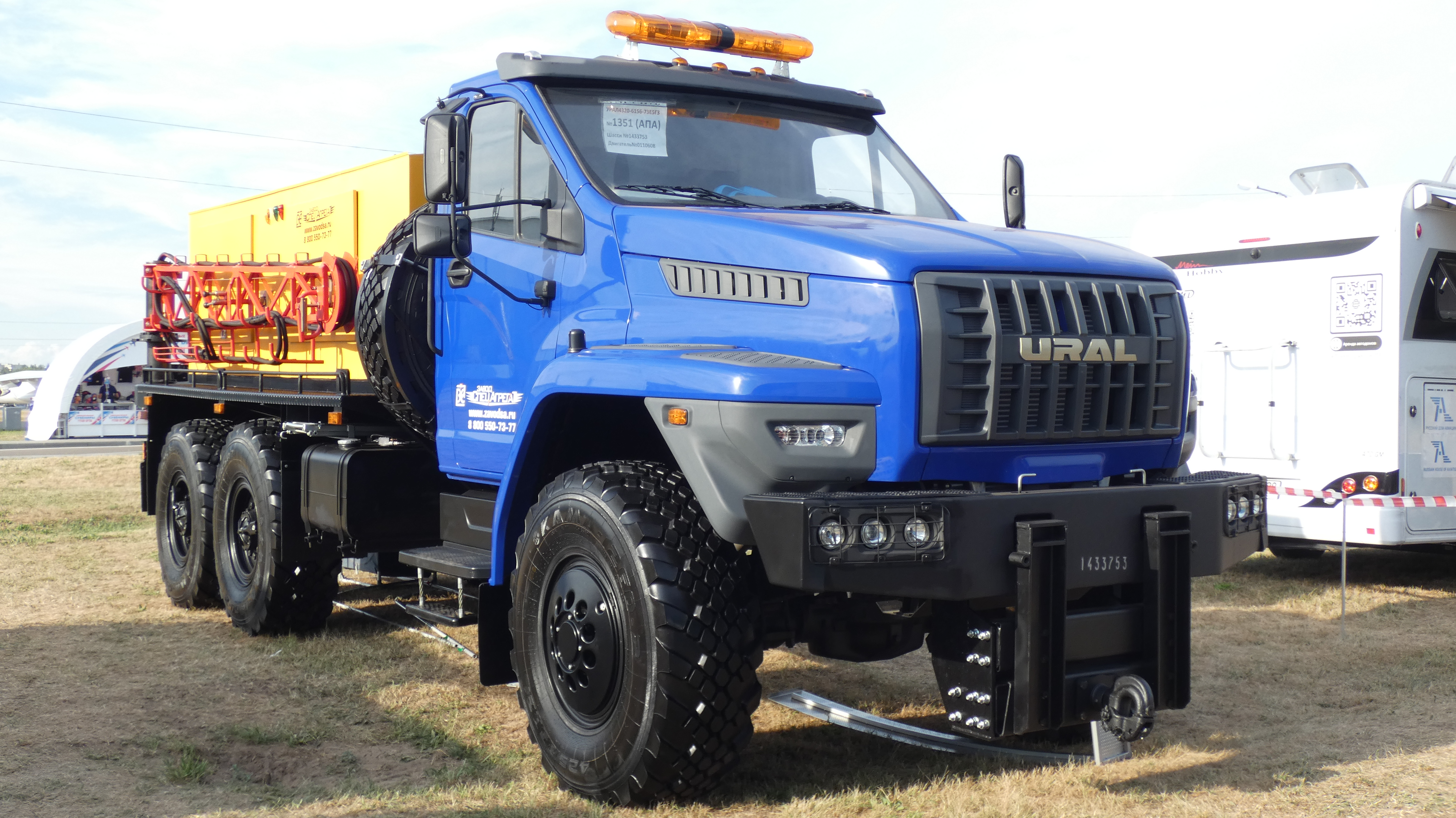
Ural-4320-6156

Виробництво розпочато в 1977 році, ця вантажівка випускається донині.
Основна відмінність від лінійки Урал-375Д — наявність дизельного двигуна.
Спочатку Урал-4320 оснащувався двигуном КамАЗ-740 V8 об'ємом 10,85 л, потужністю 210 к.с., але, через пожежу на заводі двигунів КамАЗ в 1993 році, поставки цього двигуна припинилися, і почали застосовуватися двигуни ЯМЗ-236 V6 об'ємом 11,15 л, потужністю 180-230 к.с., і ЯМЗ-238 V8 об'ємом 14,87 л, потужністю 240 к.с. Ярославського моторного заводу. Спочатку модифікації з двигуном ЯМЗ-238 відрізнялися зовні більш довгим моторним відсіком, а машини з двигуном ЯМЗ-236 зберегли такий же моторний відсік як у машин з двигуном КАМАЗ-740 (відмінності — у машин з ЯМЗ-236 повітряний фільтр на правому крилі). З середини 2000-х всі машини незалежно від моделі двигуна випускаються з подовженим моторним відсіком.
В 1983 році дебютував Урал-5557, посилене шасі для монтажу технологічного устаткування.
З середини 1990-х років на Урал-4320 і Урал-5557 з'явився широкий бампер з фарами, а в крилах, на старих місцях кріплення фар, з'явилися пластикові заглушки. Проте, виключно для потреб Міністерства оборони, за спеціальним замовленням, поставляються машини з вузьким бампером і фарами в крилах.
В 1996 році з'явився Урал-43206 з колісною формулою 4х4.
З 2009 року представили Урал 4320-48 з новою кабіною, створеною на основі кабіни Iveco із склопластиковим переднім оперенням.
В 2010 році представлено Урал-43206-59 з безкапотною ліцензійною кабіною Iveco і колісною формулою 4х4.
В 2011 році представлено Урал-432065 з безкапотною кабіною типу ГАЗ-3307, чотирьохциліндровим рядним дизельним двигуном ЯМЗ-53402 потужністю 190 к.с. (Євро-4) і колісною формулою 4х4.

## Двигуни
- 10,85 л КамАЗ-740.10 V8 210 к.с.
- 11,15 л ЯМЗ-236 V6 180-230 к.с.
- 14,87 л ЯМЗ-238 V8 240 к.с.
- 11,15 л ЯМЗ-6565 V6 300 к.с.
- 6,65 л ЯМЗ-536 І6 240/285/312 к.с.

## Модифікації
- Урал-4320-****-41 — шасі зі стандартною («класичною») металевою кабіною, вантажопідйомністю ~ 9 т;
- Урал-4320-****-58/78 — шасі з більш комфортабельною кабіною над двигуном зі спальним місцем або без, ліцензійне виробництво якої опанувало СП «IVECO-УралАЗ»[1] і 6-циліндровим рядним дизельним двигуном ЯМЗ-536 об'ємом 6,65 л, потужністю 240/285/312 к.с.;
- Урал-4320-19 **-41 — довгобазне шасі;
- Урал-43203-****-41 — шасі з посиленою передньою підвіскою;
- Урал-43204-****-40 — шасі трубоплетевозного тягача, збільшена вантажопідйомність;
- Урал-5557-****-40 — шасі для монтажу технологічного устаткування і спеціальних установок масою ~ 12-14 т;
- Урал-44202-****-41 — сідловий тягач для експлуатації з напівпричепом по всіх видах доріг;
- Урал-43206-****-41 — шасі з колісною формулою 4х4;
- Урал-432065 — шасі з колісною формулою 4х4, з кабіною типу ГАЗ-3307, вантажопідйомністю 5-6 т;
- Урал-43206-****-47 — шасі з колісною формулою 4х4, з більш комфортабельною двомісною кабіною над двигуном, ліцензійне виробництво якої освоїло СП «IVECO-УралАЗ»[2];
- Урал-4320*/5557*-****-5* — версія з новою, більш об'ємною, комфортною кабіною капотного типу, пластиковим оперенням, підресореним сидінням водія;
- Урал-58312 — самоскид з колісною формулою 6х6, 6-циліндровим рядним дизельним двигуном ЯМЗ-536 об'ємом 6,65 л, потужністю 230/240/285/312 к.с., вантажопідйомністю 9-11 тонн.

### Броньовані армійські модифікації
- Урал-4320-09-31 — броньований автомобіль на базі Урал-4320-31 з кабіною, формованной з цілісного броньованого листа, з броньованим склом, амбразурами для ведення вогню, потужними сейфовими дверима, обладнаними замками з внутрішньої блокуванням;
- Урал-Е4320Д-31 (Урал-4320-0010-31) — броньований автомобіль багатоцільового призначення, уніфікованого сімейства «Мотовоз-1», з броньованим функціональним модулем, встановленим на платформі автомобіля;
- Casspir Mk. 6 Protector — модифікація з колісною формулою 6×6 і 4×4, створена на шасі вантажівки Урал-4320, оснащена російським дизельним двигуном з турбонаддувом ЯМЗ-236НЕ2, потужністю 230 к.с. (169 кВт), і механічною коробкою передач ЯМЗ-236У;
- Урал-ВВ — броньований автомобіль, спроектований за програмою «Мотовоз-2» по техзавданню головного командування ВВ МВС Росії, на базі шасі багатоцільового автомобіля «Урал-4320» 6х6;
- Годзілла — український бронеавтомобіль з колісною формулою 6×6, створений на шасі вантажівки Урал-4320.

## Машини на базі
На базі шасі Урал-4320 створені, зокрема:
- 9К51М «Торнадо-Г» — реактивна система залпового вогню, глибока модернізація БМ-21 «Град».
- Урал 432007-0111-31 — на шасі з колісною формулою 6х6 виконано броньований автомобіль, який називають «Чекан» або ж «Щука». Він має бронювання — протикульове і протиосколкове, та протимінний захист. На деяких модифікаціях — невелику башту з кулеметом. Виробник — невідомий.[3][4]